# Transports en commun d'Agglopolys (C.A. de Blois)
Azalys est le nom commercial du réseau de transport en commun d'Agglopolys, la communauté d'agglomération de Blois, dans le département du Loir-et-Cher. L'exploitation du réseau est déléguée à Keolis depuis 2001 au travers de sa filiale Keolis Blois.
Azalys a succédé, depuis le 2 septembre 2013, au réseau des TUB (Transports Urbains du Blaisois).

## Histoire du réseau

### L'ère des tramways
Entre 1910 et 1933, la ville de Blois était desservie par plusieurs lignes de tramways. Ayant pourtant résisté à la Première Guerre mondiale, c'est la crise de 1929 et la Grande Dépression qui s'est ensuivie qui ont eu raison du tramway de Blois.

### Le réseau TUB
En 1963 furent créés le SIVOM du Blaisois et un premier véritable réseau urbain, dont l'exploitation fut confié par cette collectivité locale aux Transports du Loir-et-Cher abrégé en TLC filiale du groupe VIA Transport. Le réseau des Transports Urbains du Blaisois (TUB) est né.
En 1986, Blois est désignée ville pilote pour l'expérimentation d'un titre de transport électronique de type carte à puce. Le Système manque de fiabilité et ce dernier est abandonnée en 1990.
Le SIVOM du Blaisois et TLC décidèrent en 1989 de créer une filiale spécifique à l'exploitation de ce réseau urbain (héritant du nom de ce dernier) et en profitèrent pour restructurer le réseau.
Depuis 1993, certains autobus des TUB (CBM 220 notamment) roulent au colza.
En 2000, le réseau dessert désormais les communes de Fossé, Marolles et Saint-Sulpice-de-Pommeray. Plus tard, c'est au tour de Chailles, Saint-Bohaire et Villerbon,,.
En 2001, les Transports du Loir-et-Cher ont été cédés au groupe Connex, l'exploitation du réseau TUB est indépendante des TLC même si le dépôt est commun. Ainsi, les TUB restent dans le giron de Keolis (ex-Via Transport GTI / Via Cariane).
En 2004, le contrat de délégation de service public est renouvelé et Keolis est choisi pour exploiter le réseau TUB jusqu'en janvier 2013.
En 2010, Agglopolys créa un service de transport à la demande du nom de « TAD de Zélia ». Destinés aux communes moins denses, il permet aux habitants de se rendre à des points d'arrêts dans le cœur de l'agglomération. Il remplaça les lignes TUB desservant les communes moins denses. Le service était exploité par les Transports du Loir-et-Cher. Les lignes Route41 desservaient néanmoins ces communes, avec une tarification TUB pour les trajets internes à l'agglomération.
En 2011, une étude des usages des Blésois a été menée et a mis en évidence l'obsolescence du réseau TUB, avec 80 % des trajets concentrés sur seulement 3 lignes :
| Ligne TUB | Départ                                     | Terminus                                   | Fréquen-tation |
| --------- | ------------------------------------------ | ------------------------------------------ | -------------- |
| 1         | Moulin-Chouard                             | 1A Pinçonnière 1B Taille aux Moines        | 35,8 %         |
| 2         | République                                 | Louis Armand ou Blois 2                    | 24,2 %         |
| 3         | Béjun                                      | Centre de Secours                          | 18,6 %         |
| 4         | Gare SNCF                                  | Hôtel Pasquier (par Les Grouëts)           | 2,1 %          |
| 5         | Circulaire (Gare – Cornillettes – St-Jean) | Circulaire (Gare – Cornillettes – St-Jean) | 2,0 %          |
| 6         | Taille aux Moines                          | Limousin                                   | 2,2 %          |
| 7         | Pervenches                                 | Limousin                                   | 1,2 %          |
| 8         | Gare SNCF                                  | Collège Blois-Vienne                       | 0,9 %          |
| 9         | Moulin à Vent                              | Marcel Carné                               | 2,0 %          |
| 10        | Gare SNCF                                  | C.C. Sud (par Blois-Vienne)                | 0,7 %          |
| 11        | République                                 | Polyclinique                               | 5,2 %          |
| 12        | Moulin à Vent                              | Pôle d'échanges                            | 1,0 %          |
| 13        | Gare SNCF                                  | C.C. Sud (par Vineuil)                     | 1,0 %          |
| 14        | Monsabré                                   | C.C. Sud (par Blois-Vienne)                | 1,3 %          |
| 15        | Vineuil                                    | Pôle d'échanges                            | 1,0 %          |
| 16        | Pôle d'échanges                            | C.C. Sud (par St-Gervais)                  | 0,9 %          |

En juin 2012, le président d'Agglopolys Christophe Degruelle qualifia le contrat de 2004 comme étant "vraiment n’importe quoi" et le réseau de  "dépassé, obsolète et mal calibré", ce dernier ayant été conçu pour cinq communes alors qu'Agglopolys en compte désormais 21. Lors des négociations de la précédente DSP, un seul candidat s'était présenté : Keolis, ces derniers ont donc décroché le contrat sans embuches. Pour le prochain appel d’offres, Agglopolys attend ainsi une réelle concurrence. À défaut, elle pourrait en reprendre la gestion du réseau. Le président a ainsi déclaré : "Si la concurrence n’est pas assez vive lors de l’appel d’offres ou qu’il y a entente entre les sociétés, nous nous orienterons vers une SPL avec la ville et l’agglo pour le transport et le stationnement". La communauté agglomération est d’autant plus exigeante qu’elle va investir 12 millions d’euros dans la construction d’un nouveau dépôt bus dénommé Le Terminus,.
En novembre 2012, Keolis face a Transdev est de nouveau choisi pour exploiter le réseau TUB de janvier 2013 jusqu'à ce que celui-ci disparaissent au profit d'un tout nouveau réseau, Azalys en septembre de cette même année,.

### Le réseau Azalys
En septembre 2013, les Blésois découvrent une nouvelle marque, Azalys, ainsi qu'un nouveau plan de transports en commun. Les nouvelles lignes reprennent les anciennes en les ayant simplifiées, et ont pour objectif de mieux relier les zones d'activités aux grands quartiers, tout en passant par le centre-ville, suivant l'étude de 2011.
Par exemple, la ligne A reprend le trajet de l'ancienne 2, tandis que la C se base sur une ligne 1 sans branche à l'ouest, au profit d'une ligne E reprenant l'ancienne 1A depuis la Pinçonnière jusqu'à la gare puis le trajet de la 13 vers Vineuil via le pont Charles-de-Gaulle. De même, l'axe Nord–Sud desservant Blois-Vienne et le centre commercial de Vineuil, historiquement sur la ligne 3, devient la ligne D, et l'ancienne 10 est devenue la première du réseau, la A. Cette dernière reprend également une partie de la 11 jusqu'à la Polyclinique. La ligne circulaire 5 a été reprise sous le format de navette gratuite, la N1, mais opère désormais dans le sens inverse, en desservant la gare. La ligne 4 qui desservait les Grouëts jusqu'à Hôtel Pasquier est la principale perte lors de ce changement.
À leur création, la ligne A arborait la couleur verte tandis que la B avait le bleu comme couleur.
En novembre 2020, Keolis, face à Transdev et RATP Dev, est une fois de plus choisi pour exploiter le réseau Azalys, 8 ans de plus à partir du 1er janvier 2021 et doit mettre en place des nouveautés à partir de septembre 2021.
Une expérimentation de véhicules en autopartage a été lancé en septembre 2022, avec la mise en place de deux stations, une à Veuzain-sur-Loire et une à Cour-Cheverny.

### Évolution du réseau en septembre 2021[15]

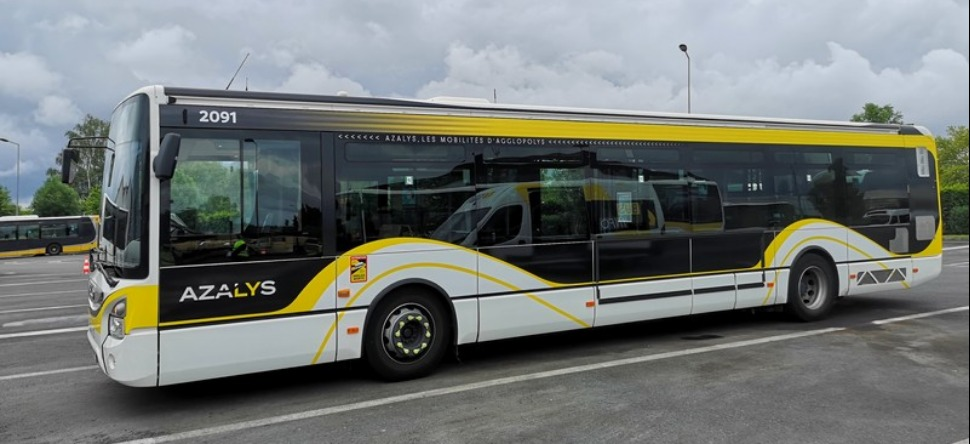
Nouvelle livrée sur l'Iveco Urbanway 12 n°2091

Le 1er septembre 2021, le réseau  Azalys a évolué et de nombreuses modifications y ont été apportées. Ce changement se caractérise par l'ajout et la modification de lignes, le changement de la livrée des véhicules et des conditions de transport.

#### Modifications des lignes
Les branches des lignes C et D sont supprimées : la ligne C a désormais un trajet unique de Taille aux Moines (Blois) à Moulin-Chouard (La Chaussée-Saint-Victor), et la ligne D de Blois 2 (Villebarou) à Béjun (Blois) via Lycée Horticole. Les axes Moulin-Chouard–Hôpital de la C et Lycée Horticole–Béjun de la D sont désormais desservis le dimanche.
Création de la ligne H qui relie les quartiers nord et ouest aux différentes zones industrielles, elle relie Marivaux (Blois) à Champlouet (La Chaussée-Saint-Victor) et récupère notamment le tronçon Champlouet–Salamandre de l'ancienne seconde branche de la C.
Expérimentation d'une ligne I pendant un an remplaçant la ligne secondaire S13 durant sa période d'activité. Cette ligne reliait le secteur d'habitations des Grouëts au Pôle d'Échanges Scolaires (Blois) puis quelque temps après sa mise en place à la Gare SNCF (Blois). Elle était sous-traitée par les Cars Simplon.
La ligne E ne dessert plus les arrêts Champs-Fy et Auguste Michel (Saint-Gervais-la-Forêt) mais prend désormais son terminus à Gerard Dubois (Saint-Gervais-la-Forêt). Ses fréquences sont également revues avec un bus toutes les 30min mais dont 50% effectuent seulement le trajet Gare SNCF–Renaissance (Vineuil) en heures creuses, ces trajets partiels sont en heures de pointe prolongés entre Renaissance et Gérard Dubois, avec la suppression des zones Flexo la desserte de Villiersfins est à présent effectuée en heures creuses par 2 bus le matin et 2 l'après-midi qui sont indiqués terminus Montesquieu (Blois) mais cela seulement pour indiquer la desserte de ces arrêts, car ces bus effectuent toujours leur terminus à Pinçonnière (Blois) avant de repartir en passant par Villiersfins direction Gérard Dubois.
Les zones Flexo de la ligne E sont supprimées, au nord avec la création de trajets fixes, au sud avec l'arrivée de la ligne G.
L'arrêt Lavoisier est supprimé sur la ligne A pour permettre un arrêt plus direct au terminus Renaissance. Lors de la mise en place du nouveau réseau, il a été décidé d'inverser les points d'arrêt de la ligne A (terminus côté Centre Commercial et départ vers Polyclinique côté Go Sport). Or, la ligne E qui passe par Vineuil étant également terminus et au départ de Renaissance côté Go Sport, de nombreuses confusions de bus de la part de la clientèle pouvant avoir lieu, le départ de la ligne A se fait désormais de nouveau côté Centre commercial (hors période de déviation des fêtes de fin d'année) depuis janvier 2022. La ligne A dessert l'arrêt Renaissance côté Go Sport uniquement le dimanche et seulement en direction de Blois 2 (car le bus provient de Vineuil).
La ligne F circule désormais toute la journée entre Gare routière (Blois) et Blois 2 (nouveau terminus à la place de Laurières (Villebarou)) avec un bus à peu près toutes les heures, l'arrêt Pervenches (Villebarou) n'est plus desservi, ce dernier est remplacé par l'arrêt Carré (Villebarou).
La ligne G devient une ligne dite "Express" (car elle dessert peu d'arrêts sur son trajet, par exemple au sud sont desservis Parc Expo, Patte d'Oie et Descartes) et est étendue au sud jusqu'à Descartes (Vineuil) avec l'absorption la zone Flexo "Z.I. Vineuil" anciennement effectuée par la ligne E. Cette ligne effectue une quinzaine de trajets à horaires fixes qui sont assurés du lundi au vendredi, 4 trajets de 6h25 à 9h, 2 trajets de 12h à 13h30 et 4 ou 5 de 16h à 19h. Une expérimentation d'un an a été mise en place pour effectuer une desserte en dehors des horaires fixes cité précédemment, pour cela, il faut utiliser l'application mobile Azalys TAD (encore indisponible à ce jour) et réserver son trajet jusqu'à 15min à l'avance de l'horaire souhaité.
La ligne A circule désormais le dimanche et les jours fériés avec un trajet étendu au sud reprenant le trajet de la E entre Renaissance et De Gaulle (l'arrêt Quatre Vents n'est pas desservi), et au nord en desservant les arrêts Fuye, Abbaye, Playe puis en reprenant le trajet de la F de Moulin à Blois 2. L'arrêt Salamandre quant à lui n'est toujours pas desservi (car le centre commercial est fermé).
Depuis 2021, Azalys a également mis en place une deuxième navette gratuite, la N2, afin de mieux desservir le quartier du Foix.

#### Adaptations entre septembre 2022 et janvier 2025
Depuis septembre 2022, la ligne E ne va désormais plus jusqu'à Pinçonnière mais s'arrête à la Gare routière et dessert désormais à horaires fixes la Z.I. de Vineuil (terminus mentionné : Descartes). Par ailleurs, les trajets Renaissance/Gare sont allongés au sud de Renaissance, jusqu'à Gérard Dubois ou Descartes en fonction des horaires. Enfin, les horaires de cette ligne ont été étendus, avec l'ajout d'un départ le matin à 6h45 (du lundi au vendredi) et d'un départ le soir à 20h (du lundi au samedi) entre Renaissance et Gare (le trajet du matin étant un renforcement de pointe, et le trajet du soir répondant à la demande d'une clientèle plus tardive). Depuis le 8 juillet 2023, le départ de Gare routière à 7h50 est en direction de Gérard Dubois via Descartes et le départ de 17h30 de Gérard Dubois est en direction de Gare routière via Descartes.
Depuis septembre 2022, la ligne F reprend le trajet de la E entre Gare SNCF et Pinçonnière.
L'extension de la ligne G au sud est abandonnée en septembre 2022 et l'expérimentation de trajet à la demande en heure creuse s'est avérée concluant et est donc maintenu. La desserte de la ZI est assurée par certains bus de la ligne E à horaires fixes.
L'expérimentation de la ligne I  ayant été un échec dû à la faible fréquentation en dehors des périodes scolaires, le trajet est donc repris par la ligne S13 en septembre 2022.
En septembre 2023, deux adaptations ont été apportées au réseau du dimanche, avec la suppression sur la ligne A de l'axe Polyclinique/Blois 2, et la création de 5 A/R de la ligne F au départ de Blois 2, mais limitées à Gare SNCF (la partie Gare SNCF/Pinçonnière reste non desservie le dimanche, et la partie Vineuil De Gaulle/Vineuil Renaissance reste assurée par la ligne A le dimanche).
Toutefois, depuis le 12 janvier 2025, la ligne F a été abandonnée définitivement, la desserte de Villebarou se faisant de nouveau via Résago le dimanche et les jours fériés. A l'inverse,1 départ supplément a été ajouté de Polyclinique vers De Gaulle à 12h35, et 6 départs supplémentaires ont été rajoutés entre Polyclinique et De Gaulle entre 15h et 18h30 (3 départs par sens de circulation), avec désormais des derniers départs des terminus à 18h30 au lieu de 18h.
De même, depuis septembre 2022, le terminus de la ligne C s'effectue désormais à Grain d'Or à la place de Moulin-Chouard (arrêt supprimé) du lundi au dimanche.
Enfin, du lundi au samedi, depuis le mardi 26 décembre 2023, la ligne A est désormais terminus à Gats de Coeur du lundi au samedi. L'arrêt Renaissance reste accessible par la ligne E en provenance de Gare routière SNCF/Gérard Dubois/Descartes. À noter que le dimanches et les jours fériés, en l'absence de circulation de la ligne E, cette ligne reste partiellement reprise par la ligne A entre Renaissance et De Gaulle, ce qui explique que l'arrêt Renaissance reste desservi par la ligne A le dimanche).

#### Restructuration du réseau périurbain
Après avoir pris la compétence transport à la région sur le territoire de la communauté d'agglomération, Agglopolys a mis en place 17 lignes périurbaines (numérotées de L15 à L32) à partir du 4 septembre 2023 pour remplacer les lignes Rémi et certaines lignes secondaires (S15 à S25) sur le territoires, ces lignes desservent 41 communes de 43 qui composent la communauté d'agglomération et les établissements scolaires de Blois. Ces lignes circulent uniquement en période scolaire.

## Acteurs du réseau

Logo d'Agglopolys

### L'autorité organisatrice (Agglopolys)

Logo de Keolis

Le réseau Azalys est géré par une autorité organisatrice, à savoir la communauté d'agglomération de Blois : Agglopolys.

### L'exploitant (Keolis Blois)
Agglopolys a confié l'exploitation et la maintenance du réseau à Keolis Blois, filiale locale de Keolis. Keolis Blois est chargé du réseau de transports blésois depuis 2001 et a été renouvelé depuis à deux reprises, une fois en 2012 et une nouvelle fois en 2020. Le contrat actuel de Keolis porte sur une DSP d'une durée de 8 ans du 1er janvier 2021 au 31 décembre 2028. Keolis Blois emploie, en 2023, près de 136 personnes.

### Les sous-traitant (Cars Simplon et Transdev Loir-et-Cher)
Depuis le 4 janvier 2021, Cars Simplon, filiale du groupe Fast, exploite la quasi-intégralité des lignes secondaires et péri-urbaines dont les lignes urbaines S11 (en partie) et S13 mais également la Navette Château qui relie la gare d'Onzain - Chaumont-sur-Loire au château de Chaumont-sur-Loire. Elle substitue ainsi le transporteur historique TLC (Transdev Loir-et-Cher), qui conserve certains services scolaires et exploite certaines lignes péri-urbaines.

## Lignes du réseau
Au 1er janvier 2024, le réseau contient :
- 3 lignes de bus principales : A, B et C
- 5 lignes secondaires : D, E, F, G et H
- 2 lignes de navettes gratuites : N1 et N2
- 17 lignes péri-urbaines à vocation scolaire[Note 2] : de L15 à L32
- 31 lignes scolaires[Note 2] : de S1 à S75.

Le service est allégé le dimanche et les jours fériés avec seulement quatre lignes : A, B, C et D.
Les lignes N1 et N2 sont les deux navettes de centre-ville : deux lignes circulaires gratuites desservant le centre historique de Blois avec une fréquence de 20 min du lundi au samedi.

### Communes desservies
Le réseau dessert les 43 communes composant la communauté Agglopolys.
Les principales lignes de bus –de A à H– desservent les cinq communes suivantes :
- Blois
- La Chaussée-Saint-Victor
- Saint-Gervais-la-Forêt
- Vineuil
- Villebarou

### Lignes des principales
| Ligne          | Caractéristiques | Caractéristiques                                                                                     | Caractéristiques                                                                                     | Caractéristiques                                                                                     | Caractéristiques                                                                                     | Caractéristiques                                                                                     | Caractéristiques                                                                                     | Caractéristiques                                                                                     | Caractéristiques                                                                                     |
| A              | Polyclinique (La Chaussée-Saint-Victor) ⥋ Renaissance (Vineuil) / Gats de Coeur depuis le 26/12/2023 | Polyclinique (La Chaussée-Saint-Victor) ⥋ Renaissance (Vineuil) / Gats de Coeur depuis le 26/12/2023 | Polyclinique (La Chaussée-Saint-Victor) ⥋ Renaissance (Vineuil) / Gats de Coeur depuis le 26/12/2023 | Polyclinique (La Chaussée-Saint-Victor) ⥋ Renaissance (Vineuil) / Gats de Coeur depuis le 26/12/2023 | Polyclinique (La Chaussée-Saint-Victor) ⥋ Renaissance (Vineuil) / Gats de Coeur depuis le 26/12/2023 | Polyclinique (La Chaussée-Saint-Victor) ⥋ Renaissance (Vineuil) / Gats de Coeur depuis le 26/12/2023 | Polyclinique (La Chaussée-Saint-Victor) ⥋ Renaissance (Vineuil) / Gats de Coeur depuis le 26/12/2023 | Polyclinique (La Chaussée-Saint-Victor) ⥋ Renaissance (Vineuil) / Gats de Coeur depuis le 26/12/2023 | Polyclinique (La Chaussée-Saint-Victor) ⥋ Renaissance (Vineuil) / Gats de Coeur depuis le 26/12/2023 |
| -------------- | --- | --- | --- | --- | --- | --- | --- | --- | --- |
| A              | Ouverture / Fermeture 2 septembre 2013 / — | Longueur ~ 12 km                                                                                     | Durée ~ 45 min                                                                                       | Nb. d’arrêts 28                                                                                      | Matériel Std. - Art.                                                                                 | Jours de fonctionnement L, Ma, Me, J, V, S                                                           | Jour / Soir / Nuit / Fêtes O / N / N / N                                                             | Voy. / an —                                                                                          | Exploitant Keolis Blois                                                                              |
| A              | Desserte : Blois (quartiers Nord, centre-ville, Blois-Vienne), La Chaussée-Saint-Victor, Saint-Gervais-la-Forêt et Vineuil - Principaux arrêts desservis : - Polyclinique • Salamandre • Gare SNCF • Château • Monsabré • Renaissance (non desservi remplacé par Gats de Coeur depuis le 26/12/2023) | | | | | | | | |
| A              | Évolution : Suppression de l'arrêt Renaissance depuis le 26 décembre 2023, le terminus/départ se fait à l'arrêt Gats de Coeur (toutefois, en heures creuses, les conducteurs effectuent leur pause à Renaissance sans prise de voyageurs). Autre : | | | | | | | | |
| A              | Dernière actualisation : — | | | | | | | | |
| A - Dimanche   | Polyclinique (La Chaussée-Saint-Victor) ⥋ De Gaulle (Vineuil) | Polyclinique (La Chaussée-Saint-Victor) ⥋ De Gaulle (Vineuil)                                        | Polyclinique (La Chaussée-Saint-Victor) ⥋ De Gaulle (Vineuil)                                        | Polyclinique (La Chaussée-Saint-Victor) ⥋ De Gaulle (Vineuil)                                        | Polyclinique (La Chaussée-Saint-Victor) ⥋ De Gaulle (Vineuil)                                        | Polyclinique (La Chaussée-Saint-Victor) ⥋ De Gaulle (Vineuil)                                        | Polyclinique (La Chaussée-Saint-Victor) ⥋ De Gaulle (Vineuil)                                        | Polyclinique (La Chaussée-Saint-Victor) ⥋ De Gaulle (Vineuil)                                        | Polyclinique (La Chaussée-Saint-Victor) ⥋ De Gaulle (Vineuil)                                        |
| A - Dimanche   | Ouverture / Fermeture 6 septembre 2021 / — | Longueur ~ 18 km                                                                                     | Durée ~ 55 min                                                                                       | Nb. d’arrêts 33                                                                                      | Matériel Std.                                                                                        | Jours de fonctionnement D                                                                            | Jour / Soir / Nuit / Fêtes O / N / N / O                                                             | Voy. / an —                                                                                          | Exploitant Keolis Blois                                                                              |
| A - Dimanche   | Desserte : Blois, La Chaussée-Saint-Victor, Saint-Gervais-la-Forêt et Vineuil - Principaux arrêts desservis : - Polyclinique • Gare SNCF • Château • Monsabré • Renaissance • Mairie (Vineuil) | | | | | | | | |
| A - Dimanche   | Évolution : Suppression de la partie Blois 2/Polyclinique reprise par la Ligne F partielle du dimanche, de septembre 2023 jusqu'au 5 janvier 2025. Autre : | | | | | | | | |
| A - Dimanche   | Dernière actualisation : 30 avril 2025 | | | | | | | | |
| B              | Sauvageau (Blois) ⥋ Hôpital (Blois) | Sauvageau (Blois) ⥋ Hôpital (Blois)                                                                  | Sauvageau (Blois) ⥋ Hôpital (Blois)                                                                  | Sauvageau (Blois) ⥋ Hôpital (Blois)                                                                  | Sauvageau (Blois) ⥋ Hôpital (Blois)                                                                  | Sauvageau (Blois) ⥋ Hôpital (Blois)                                                                  | Sauvageau (Blois) ⥋ Hôpital (Blois)                                                                  | Sauvageau (Blois) ⥋ Hôpital (Blois)                                                                  | Sauvageau (Blois) ⥋ Hôpital (Blois)                                                                  |
| B              | Ouverture / Fermeture 2 septembre 2013 / — | Longueur ~ 8 km                                                                                      | Durée ~ 30 min                                                                                       | Nb. d’arrêts 25                                                                                      | Matériel GX 337 Linium Elec                                                                          | Jours de fonctionnement L, Ma, Me, J, V, S, D                                                        | Jour / Soir / Nuit / Fêtes O / N / N / O                                                             | Voy. / an —                                                                                          | Exploitant Keolis Blois                                                                              |
| B              | Desserte : Blois - Principaux arrêts desservis : - Sauvageau • Gare SNCF • Château • Monsabré • Jean Jaurès • Hôpital | | | | | | | | |
| B              | Autre : Les dimanches et jours fériés, l'arrêt Jean Bart est desservi à la place de l'arrêt Lorjou | | | | | | | | |
| B              | Dernière actualisation : — | | | | | | | | |
| C              | Taille Aux Moines (Blois) ⥋ Grain d'Or (La Chaussée-Saint-Victor) | Taille Aux Moines (Blois) ⥋ Grain d'Or (La Chaussée-Saint-Victor)                                    | Taille Aux Moines (Blois) ⥋ Grain d'Or (La Chaussée-Saint-Victor)                                    | Taille Aux Moines (Blois) ⥋ Grain d'Or (La Chaussée-Saint-Victor)                                    | Taille Aux Moines (Blois) ⥋ Grain d'Or (La Chaussée-Saint-Victor)                                    | Taille Aux Moines (Blois) ⥋ Grain d'Or (La Chaussée-Saint-Victor)                                    | Taille Aux Moines (Blois) ⥋ Grain d'Or (La Chaussée-Saint-Victor)                                    | Taille Aux Moines (Blois) ⥋ Grain d'Or (La Chaussée-Saint-Victor)                                    | Taille Aux Moines (Blois) ⥋ Grain d'Or (La Chaussée-Saint-Victor)                                    |
| C              | Ouverture / Fermeture 2 septembre 2013 / — | Longueur ~ 10 km                                                                                     | Durée ~ 42 min                                                                                       | Nb. d’arrêts 28                                                                                      | Matériel Std. - Art.                                                                                 | Jours de fonctionnement L, Ma, Me, J, V, S, D                                                        | Jour / Soir / Nuit / Fêtes O / N / N / O                                                             | Voy. / an —                                                                                          | Exploitant Keolis Blois                                                                              |
| C              | Desserte : Blois et La Chaussée-Saint-Victor - Principaux arrêts desservis : - Taille aux Moines • Camille Claudel • Marivaux • Gare SNCF • Château • Monsabré • Jean Jaurès • Auvergne • Pôle d'échanges • Hôpital | | | | | | | | |
| C              | Évolution : Suppression de l'arrêt Moulin-Chourd en septembre 2023, nouveau terminus effectué à Grain d'Or Autre : Les dimanches et jours fériés, les arrêts Mail Charlot, Provinces, Pôle d’échanges, Leclerc et Bodin ne sont pas desservis. À la place, les arrêts Carnot, Lesueur et Centre administratif sont desservis. | | | | | | | | |
| C              | Dernière actualisation : — | | | | | | | | |
| D              | Blois 2 (Villebarou) ⥋ Béjun (Blois) | Blois 2 (Villebarou) ⥋ Béjun (Blois)                                                                 | Blois 2 (Villebarou) ⥋ Béjun (Blois)                                                                 | Blois 2 (Villebarou) ⥋ Béjun (Blois)                                                                 | Blois 2 (Villebarou) ⥋ Béjun (Blois)                                                                 | Blois 2 (Villebarou) ⥋ Béjun (Blois)                                                                 | Blois 2 (Villebarou) ⥋ Béjun (Blois)                                                                 | Blois 2 (Villebarou) ⥋ Béjun (Blois)                                                                 | Blois 2 (Villebarou) ⥋ Béjun (Blois)                                                                 |
| D              | Ouverture / Fermeture 2 septembre 2013 / — | Longueur ~ 13 km                                                                                     | Durée ~ 43 min                                                                                       | Nb. d’arrêts 29                                                                                      | Matériel Mid. - Std.                                                                                 | Jours de fonctionnement L, Ma, Me, J, V, S, D                                                        | Jour / Soir / Nuit / Fêtes O / N / N / O                                                             | Voy. / an —                                                                                          | Exploitant Keolis Blois                                                                              |
| D              | Desserte : Blois (quartiers Nord, centre-ville, Blois-Vienne) et Villebarou - Principaux arrêts desservis : - Lycée horticole • Agl'eau • Blois Vienne • Château • Monsabré • Gare SNCF • Blois 2 | | | | | | | | |
| D              | Autre : Les dimanches et jours fériés la ligne fait terminus a Sauvageau au lieu de Blois 2 | | | | | | | | |
| D              | Dernière actualisation : — | | | | | | | | |
| E              | Gare Routière (Blois) ⥋ Gérard Dubois (Saint-Gervais-la-Forêt) | Gare Routière (Blois) ⥋ Gérard Dubois (Saint-Gervais-la-Forêt)                                       | Gare Routière (Blois) ⥋ Gérard Dubois (Saint-Gervais-la-Forêt)                                       | Gare Routière (Blois) ⥋ Gérard Dubois (Saint-Gervais-la-Forêt)                                       | Gare Routière (Blois) ⥋ Gérard Dubois (Saint-Gervais-la-Forêt)                                       | Gare Routière (Blois) ⥋ Gérard Dubois (Saint-Gervais-la-Forêt)                                       | Gare Routière (Blois) ⥋ Gérard Dubois (Saint-Gervais-la-Forêt)                                       | Gare Routière (Blois) ⥋ Gérard Dubois (Saint-Gervais-la-Forêt)                                       | Gare Routière (Blois) ⥋ Gérard Dubois (Saint-Gervais-la-Forêt)                                       |
| E              | Ouverture / Fermeture 2 septembre 2013 / — | Longueur ~ 10 km                                                                                     | Durée ~ 30 min                                                                                       | Nb. d’arrêts 23                                                                                      | Matériel Mid. - Std.                                                                                 | Jours de fonctionnement L, Ma, Me, J, V, S                                                           | Jour / Soir / Nuit / Fêtes O / N / N / N                                                             | Voy. / an —                                                                                          | Exploitant Keolis Blois                                                                              |
| E              | Desserte : Blois, Saint-Gervais-la-Forêt et Vineuil - Principaux arrêts desservis : - Gare Routière • Château • Monsabré • Jean Jaurès • Mairie (Vineuil) • Renaissance • Gérard Dubois | | | | | | | | |
| E              | Évolution : Fermeture de Champs-Fy/Gérard Dubois depuis le 6 septembre 2021, et transfert à la ligne F de l'axe Gare/Pinçonnière depuis le 5 septembre 2022. Deux trajets fixes par Descartes, 7h50 Gare routière => Gérard Dubois via Descartes, et 17h30 Gérard Dubois => Gare routière via Descartes. Depuis septembre 2023, un nouveau départ de Renaissance est ajouté à 6h45, et le bus de 19h20, initialement terminus Champs-Fy du lundi au vendredi (remplacé par un horaire à 19h50 le samedi et en été), devenu terminus Renaissance depuis septembre 2021, a désormais un retournement avec départ de Renaissance vers Gare routière à 20h du lundi au samedi. Autre : | | | | | | | | |
| E              | Dernière actualisation : — | | | | | | | | |
| F              | Pinçonnière (Blois) ⥋ Blois 2 (Villebarou) | Pinçonnière (Blois) ⥋ Blois 2 (Villebarou)                                                           | Pinçonnière (Blois) ⥋ Blois 2 (Villebarou)                                                           | Pinçonnière (Blois) ⥋ Blois 2 (Villebarou)                                                           | Pinçonnière (Blois) ⥋ Blois 2 (Villebarou)                                                           | Pinçonnière (Blois) ⥋ Blois 2 (Villebarou)                                                           | Pinçonnière (Blois) ⥋ Blois 2 (Villebarou)                                                           | Pinçonnière (Blois) ⥋ Blois 2 (Villebarou)                                                           | Pinçonnière (Blois) ⥋ Blois 2 (Villebarou)                                                           |
| F              | Ouverture / Fermeture 2 septembre 2013 / — | Longueur ~ 12 km                                                                                     | Durée ~ 47 min                                                                                       | Nb. d’arrêts 31                                                                                      | Matériel Std.                                                                                        | Jours de fonctionnement L, Ma, Me, J, V, S, D                                                        | Jour / Soir / Nuit / Fêtes O / N / N / N                                                             | Voy. / an —                                                                                          | Exploitant Keolis Blois                                                                              |
| F              | Desserte : Blois et Villebarou - Principaux arrêts desservis : - Blois 2 • Jeu de Paume • Jean Jaurès • Monsabré • Château • Gare SNCF • Marivaux • Pinçonnière | | | | | | | | |
| F              | Évolution : Création d'une ligne F partielle, avec 5 A/R entre Gare SNCF et Blois 2 le dimanche et les jours fériés, de septembre 2023 jusqu'au 5 janvier 2025 (l'axe Gare SNCF/Pinçonnière reste non desservi le dimanche). Abandon du service du dimanche depuis le 12 janvier 2025. Autre : Entre Gare SNCF et Blois 2 les dimanches et jours fériés de septembre 2023 jusqu'au 5 janvier 2025 (ligne arrêtée le dimanche depuis le 12 janvier 2025). | | | | | | | | |
| F              | Dernière actualisation : 30 avril 2025 | | | | | | | | |
| G              | Emile Roux (La Chaussée-Saint-Victor) ⥋ Gare Routière (Blois) | Emile Roux (La Chaussée-Saint-Victor) ⥋ Gare Routière (Blois)                                        | Emile Roux (La Chaussée-Saint-Victor) ⥋ Gare Routière (Blois)                                        | Emile Roux (La Chaussée-Saint-Victor) ⥋ Gare Routière (Blois)                                        | Emile Roux (La Chaussée-Saint-Victor) ⥋ Gare Routière (Blois)                                        | Emile Roux (La Chaussée-Saint-Victor) ⥋ Gare Routière (Blois)                                        | Emile Roux (La Chaussée-Saint-Victor) ⥋ Gare Routière (Blois)                                        | Emile Roux (La Chaussée-Saint-Victor) ⥋ Gare Routière (Blois)                                        | Emile Roux (La Chaussée-Saint-Victor) ⥋ Gare Routière (Blois)                                        |
| G              | Ouverture / Fermeture 2 septembre 2013 / — | Longueur ~ 7 km                                                                                      | Durée 25 min                                                                                         | Nb. d’arrêts 14                                                                                      | Matériel Mid. - Std.                                                                                 | Jours de fonctionnement L, Ma, Me, J, V                                                              | Jour / Soir / Nuit / Fêtes O / N / N / N                                                             | Voy. / an —                                                                                          | Exploitant Keolis Blois                                                                              |
| G              | Desserte : Blois et La Chaussée-Saint-Victor - Principaux arrêts desservis : - Emile Roux • Polyclinique • Jean Jaurès • Monsabré • Gare Routière | | | | | | | | |
| G              | Évolution : Création d'un tronçon Sud entre Gare routiière et Vineuil Descartes en septembre 2021, abandonné et transféré à la ligne E en septembre 2022. Adaptation du tronçon Nord en septembre 2023, avec suppression de l'arrêt Gailletrous, remplacé par Émile Roux. Autre : | | | | | | | | |
| G              | Dernière actualisation : — | | | | | | | | |
| H              | Marivaux (Blois) ⥋ Champlouet (La Chaussée-Saint-Victor) | Marivaux (Blois) ⥋ Champlouet (La Chaussée-Saint-Victor)                                             | Marivaux (Blois) ⥋ Champlouet (La Chaussée-Saint-Victor)                                             | Marivaux (Blois) ⥋ Champlouet (La Chaussée-Saint-Victor)                                             | Marivaux (Blois) ⥋ Champlouet (La Chaussée-Saint-Victor)                                             | Marivaux (Blois) ⥋ Champlouet (La Chaussée-Saint-Victor)                                             | Marivaux (Blois) ⥋ Champlouet (La Chaussée-Saint-Victor)                                             | Marivaux (Blois) ⥋ Champlouet (La Chaussée-Saint-Victor)                                             | Marivaux (Blois) ⥋ Champlouet (La Chaussée-Saint-Victor)                                             |
| H              | Ouverture / Fermeture 1er septembre 2021 / — | Longueur ~ 11 km                                                                                     | Durée ~ 40 min                                                                                       | Nb. d’arrêts 28                                                                                      | Matériel Mid. - Std.                                                                                 | Jours de fonctionnement L, Ma, Me, J, V, S                                                           | Jour / Soir / Nuit / Fêtes O / N / N / N                                                             | Voy. / an —                                                                                          | Exploitant Keolis Blois                                                                              |
| H              | Desserte : Blois et La Chaussée-Saint-Victor - Principaux arrêts desservis : - Marivaux • Bégon • Salamandre • Polyclinique • Champlouet | | | | | | | | |
| H              | Autre : | | | | | | | | |
| H              | Dernière actualisation : — | | | | | | | | |
| N1 Par St-Jean | Navette Centre-Ville | Navette Centre-Ville                                                                                 | Navette Centre-Ville                                                                                 | Navette Centre-Ville                                                                                 | Navette Centre-Ville                                                                                 | Navette Centre-Ville                                                                                 | Navette Centre-Ville                                                                                 | Navette Centre-Ville                                                                                 | Navette Centre-Ville                                                                                 |
| N1 Par St-Jean | Gare Routière (Blois) ⥋ Gare Routière (Blois) | | | | | | | | |
| N1 Par St-Jean | Ouverture / Fermeture 2 septembre 2013 / — | Longueur ~ 7 km                                                                                      | Durée 30 min                                                                                         | Nb. d’arrêts 14                                                                                      | Matériel Min.                                                                                        | Jours de fonctionnement L, Ma, Me, J, V, S                                                           | Jour / Soir / Nuit / Fêtes O / N / N / N                                                             | Voy. / an —                                                                                          | Exploitant Keolis Blois                                                                              |
| N1 Par St-Jean | Desserte : Blois Gare Routière → Parc Expo → St-Jean → Gare Routière | | | | | | | | |
| N1 Par St-Jean | Autre : | | | | | | | | |
| N1 Par St-Jean | Dernière actualisation : — | | | | | | | | |
| N2 Par Foix    | Navette Centre-Ville | Navette Centre-Ville                                                                                 | Navette Centre-Ville                                                                                 | Navette Centre-Ville                                                                                 | Navette Centre-Ville                                                                                 | Navette Centre-Ville                                                                                 | Navette Centre-Ville                                                                                 | Navette Centre-Ville                                                                                 | Navette Centre-Ville                                                                                 |
| N2 Par Foix    | Gare Routière (Blois) ⥋ Gare Routière (Blois) | | | | | | | | |
| N2 Par Foix    | Ouverture / Fermeture 1er septembre 2021 / — | Longueur ~ 4 km                                                                                      | Durée 14 min                                                                                         | Nb. d’arrêts 8                                                                                       | Matériel Min.                                                                                        | Jours de fonctionnement L, Ma, Me, J, V, S                                                           | Jour / Soir / Nuit / Fêtes O / N / N / N                                                             | Voy. / an —                                                                                          | Exploitant Keolis Blois                                                                              |
| N2 Par Foix    | Desserte : Blois Gare Routière → Foix → Orfèvres → Gare Routière | | | | | | | | |
| N2 Par Foix    | Autre : | | | | | | | | |
| N2 Par Foix    | Dernière actualisation : — | | | | | | | | |

### Navettes centre-ville
Azalys propose deux circuits circulaires de navettes qui desservent le centre-ville de Blois.

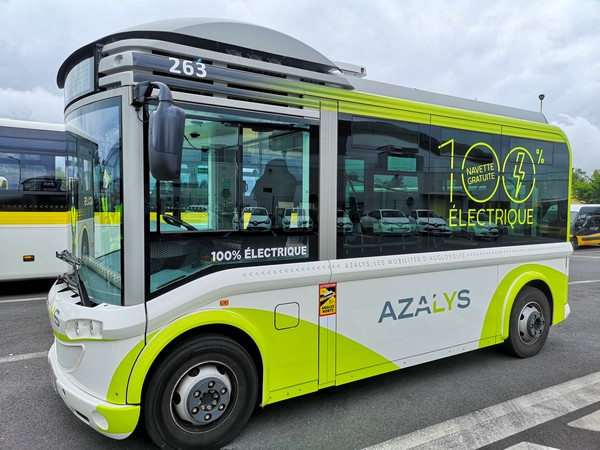
Bluebus 22 Azalys affecté aux Navettes centre-ville.

La Navette N1 descend la rue Denis-Papin puis dessert Blois-Vienne et le faubourg Saint-Jean tandis que la N2 dessert le quartier du Foix avant de remonter la même rue Denis-Papin jusqu'à la gare.
Les deux lignes sont gratuites pour tous les usagers et disposent d'une fréquence de 20 min. Elles ont pour point de départ la gare routière.

### Lignes scolaires et péri-urbaines
Les lignes scolaires et péri-urbaines desservent principalement les établissements scolaires de Blois, les collèges de Vineuil, le collège Joseph Crocheton à Veuzain-sur-Loire et certaines écoles primaires dans l'agglomération :
- Navette reliant le Pôle d'échanges scolaires aux lycées Camille Claudel et Hôtelier (quartier Saint-Georges) : S1
- Navette reliant le Pôle d'échanges scolaires au lycée Horticole et au collège Blois-Vienne (tous deux à Blois-Vienne) : S2
- Lignes scolaires desservant les quartiers et les établissements scolaires de Blois (sauf le collège Blois-Vienne) : S10 à S14
- Lignes péri-urbaines reliant les établissements scolaires de Blois aux communes de l'agglomération : L15 à L32
- Lignes scolaires desservant les collèges de Vineuil (Marcel Carné et Notre-Dame-des-Anges) : S40 à S44
- Lignes scolaires desservant le collège Joseph Crocheton à Veuzain-sur-Loire : S50 à S59
- Lignes scolaires desservant les écoles primaires : S60 à S63
- Lignes scolaires desservant le collège Blois Vienne : S70 à S75

Elles sont majoritairement exploitées par Cars Simplon, mais aussi par Keolis Blois pour les lignes urbaines et Transdev Loir-et-Cher.

## Parc de véhicules
En mars 2023, le parc d'autobus du réseau Azalys est composé de 94 véhicules dont 6 bus articulés, 29 bus standards, 6 midibus, 18 minibus et 35 autocars. Au sein de cette flotte, 6 bus fonctionnent à l'électrique, les autres véhicules sont équipés de hybride Diesel-électrique et les autres véhicules sont équipés de moteurs Diesel.

### Bus articulés
| Constructeur | Modèle                         | Nombre | Numéros de parc    | Période de mise en service      | Affectation    | Observation |
| ------------ | ------------------------------ | ------ | ------------------ | ------------------------------- | -------------- | ----------- |
| Irisbus      | Citelis 18                     | 4      | 941-942, 949, 1341 | Entre juin 2009 et juillet 2012 | C, A, S10, S11 | –           |
| MAN          | Lion's City G A23              | 1      | 1841               | Décembre 2018                   | C, A, S10, S11 | –           |
| MAN          | Lion's City 18 EfficientHybrid | 1      | 2241               | Septembre 2022                  | C, A, S10, S11 | –           |

### Bus standards
| Constructeur | Modèle                         | Nombre | Numéros de parc                            | Période de mise en service           | Affectation                                 | Observation |
| ------------ | ------------------------------ | ------ | ------------------------------------------ | ------------------------------------ | ------------------------------------------- | ----------- |
| Heuliez Bus  | GX 327                         | 3      | 792-793, 796                               | Entre avril 2006 et octobre 2007     | A, C, D, E, F, G, H, Lignes scolaires       | –           |
| Heuliez Bus  | GX 337                         | 4      | 1593-1596                                  | Novembre 2015                        | A, C, D, F, G, H, Lignes scolaires          | –           |
| Heuliez Bus  | GX 337 Linium Elec             | 6      | 2191-2196                                  | Septembre 2021                       | B (rarement affectés sur les autres lignes) | –           |
| Irisbus      | Citelis 12                     | 7      | 991, 997-998, 1192-1194, 1391              | Entre octobre 2009 et août 2013      | A, C, D, E, F, G, H, Lignes scolaires       | –           |
| Iveco Bus    | Urbanway 12                    | 8      | 1591-1592, 1791-1792, 1991-1992, 2091-2092 | Entre janvier 2017 et septembre 2020 | A, C, D, E, F, G, H, Lignes scolaires       | –           |
| MAN          | Lion's City 12 EfficientHybrid | 1      | 2291                                       | Juin 2022                            | A, C, D, F, G, H, Lignes scolaires          | –           |

### Midibus
| Constructeur  | Modèle        | Nombre | Numéros de parc         | Période de mise en service         | Affectation        | Observation                        |
| ------------- | ------------- | ------ | ----------------------- | ---------------------------------- | ------------------ | ---------------------------------- |
| Anadolu Isuzu | Citibus       | 1      | + 1 inconnu             | Décembre 2020                      | S13                | Appartient aux Cars Simplon        |
| Heuliez Bus   | GX 127        | 5      | 771, 774-775, 1176-1177 | Entre avril 2007 et septembre 2011 | D, E, G, H, N1, N2 | En réservé sur les lignes N1 et N2 |
| Heuliez Bus   | GX 137 L Elec | 3      | 2471-2473               | Novembre 2024                      | D, E, G, H, N1, N2 |                                    |

### Minibus
| Constructeur | Modèle         | Nombre | Numéros de parc | Période de mise en service         | Affectation                           | Observation                 |
| ------------ | -------------- | ------ | --------------- | ---------------------------------- | ------------------------------------- | --------------------------- |
| Bolloré      | Bluebus 6      | 3      | 188-189, 263    | Entre janvier 2018 et février 2021 | N1, N2                                | –                           |
| Dietrich     | City 21        | 1      | 131             | Novembre 2013                      | N1, N2                                | –                           |
| Dietrich     | Modulis 30     | 12     | 1-12            | Entre juillet 2021 et octobre 2021 | Resago, Handigo                       | –                           |
| Citroën      | Jumper II TPMR | 1      | 133             | Août 2013                          | Handigo                               | Bus Info                    |
| Irisbus      | Daily Way      | 1      | + 1 inconnu     | Octobre 2014                       | Navette Domaine de Chaumont-sur-Loire | Appartient aux Cars Simplon |

### Autocars
| Constructeur     | Modèle                 | Nombre | Numéros de parc                                                               | Période de mise en service       | Affectation                       | Exploitant                            | Observations |
| ---------------- | ---------------------- | ------ | ----------------------------------------------------------------------------- | -------------------------------- | --------------------------------- | ------------------------------------- | ------------ |
| Fast Concept Car | Scoler 3               | 1      | + 1 inconnu                                                                   | Août 2010                        | Lignes scolaires et péri-urbaines | Cars Simplon                          | –            |
| Fast Concept Car | Scoler 4               | 1      | + 1 inconnu                                                                   | Août 2013                        | Lignes scolaires et péri-urbaines | Cars Simplon                          | –            |
| Irisbus          | Récréo II              | 2      | 3419 + 1 inconnu                                                              | Entre août 2007 et avril 2011    | Lignes scolaires et péri-urbaines | Cars Simplon                          | –            |
| Iveco Bus        | Crossway Pop           | 17     | 3810, 22845-22846, 22850, 22853-22854, 22858-22864, 22867, 25356, 25362-25363 | Entre juin 2014 à décembre 2016  | Lignes scolaires et péri-urbaines | Cars Simplon et Transdev Loir-et-Cher | –            |
| MAN              | Lion's Intercity C R61 | 2      | + 2 inconnu                                                                   | Entre juin 2015 et juillet 2015  | Lignes péri-urbaines              | Cars Simplon                          | –            |
| Mercedes-Benz    | Intouro II L           | 12     | 4501-4512                                                                     | Entre décembre 2020 et août 2021 | Lignes scolaires et péri-urbaines | Cars Simplon                          | –            |

### Dépôts
Le siège social Keolis Blois, où se trouvent les ateliers et le centre d'exploitation, se situe rue Laplace à Blois. Ce centre est appelé Le Terminus.
- Le dépôt de Cars Simplon est situé au 133 Avenue de Vendôme, 41000 Blois
- Le dépôt de Transdev Loir-et-Cher est situé au 9 Rue Alexandre Vezin, 41000 Blois

## Autres Services

### Services du matin et du soir
Le service du matin permet de rejoindre les arrêts Gare SNCF ou Denis Papin depuis n'importe quel arrêt des lignes A à H du lundi au vendredi, il y a une seule heure d'arrivée pour chacun des deux arrêts. Une réservation la veille est nécessaire pour profiter du service du matin.
Quant au service du soir celui-ci permet de rejoindre n'importe quel arrêt des lignes A à H depuis les arrêts Gare SNCF, Denis Papin et Cap Ciné. En semaine, trois horaires sont disponibles pour chacun des 3 arrêts ; les vendredis et samedis deux horaires supplémentaires sont ajoutées ; sauf les dimanches et jours fériés où il n'y a qu'un seul horaire depuis chacun des arrêts.

### Résago
Résago est un service proposé de transport à la demande par Azalys destiné spécifiquement aux habitants des communes périurbaines d'Agglopolys non desservies par le réseau de lignes de bus principales mais également à toute personne résidant à plus de 500 m d'un point d'arrêt du réseau principal.

### Handigo

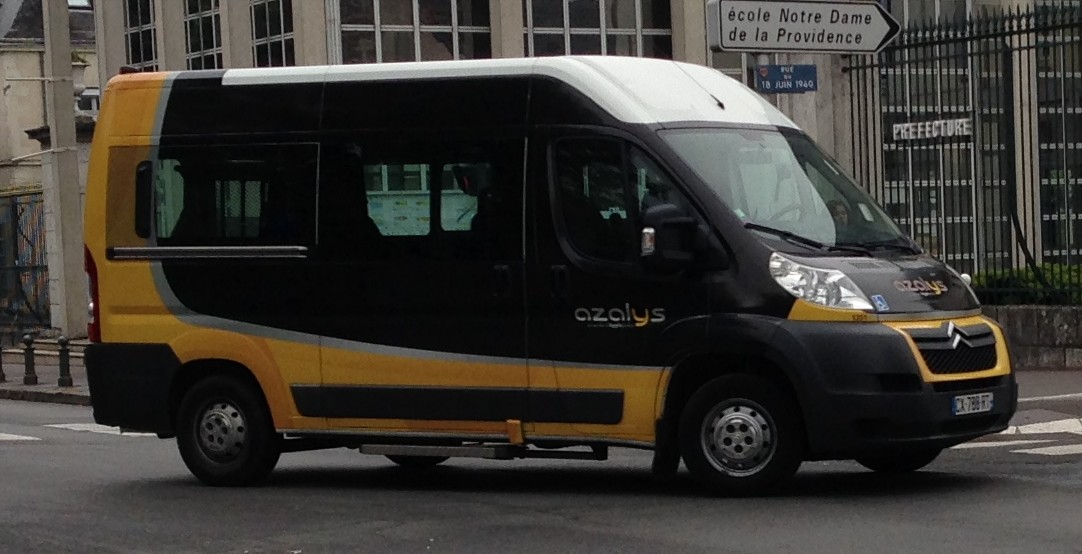
Véhicule du réseau Azalys spécifiquement conçu pour le transport de personnes à mobilité réduite

Handigo est le service de transport à la demande pour personnes à mobilité réduite, Azalys propose ce service à réservation permettant d'être transporté porte à porte sur toute l'agglomération blésoise et au-delà.

### Navette Domaine de Chaumont-sur-Loire

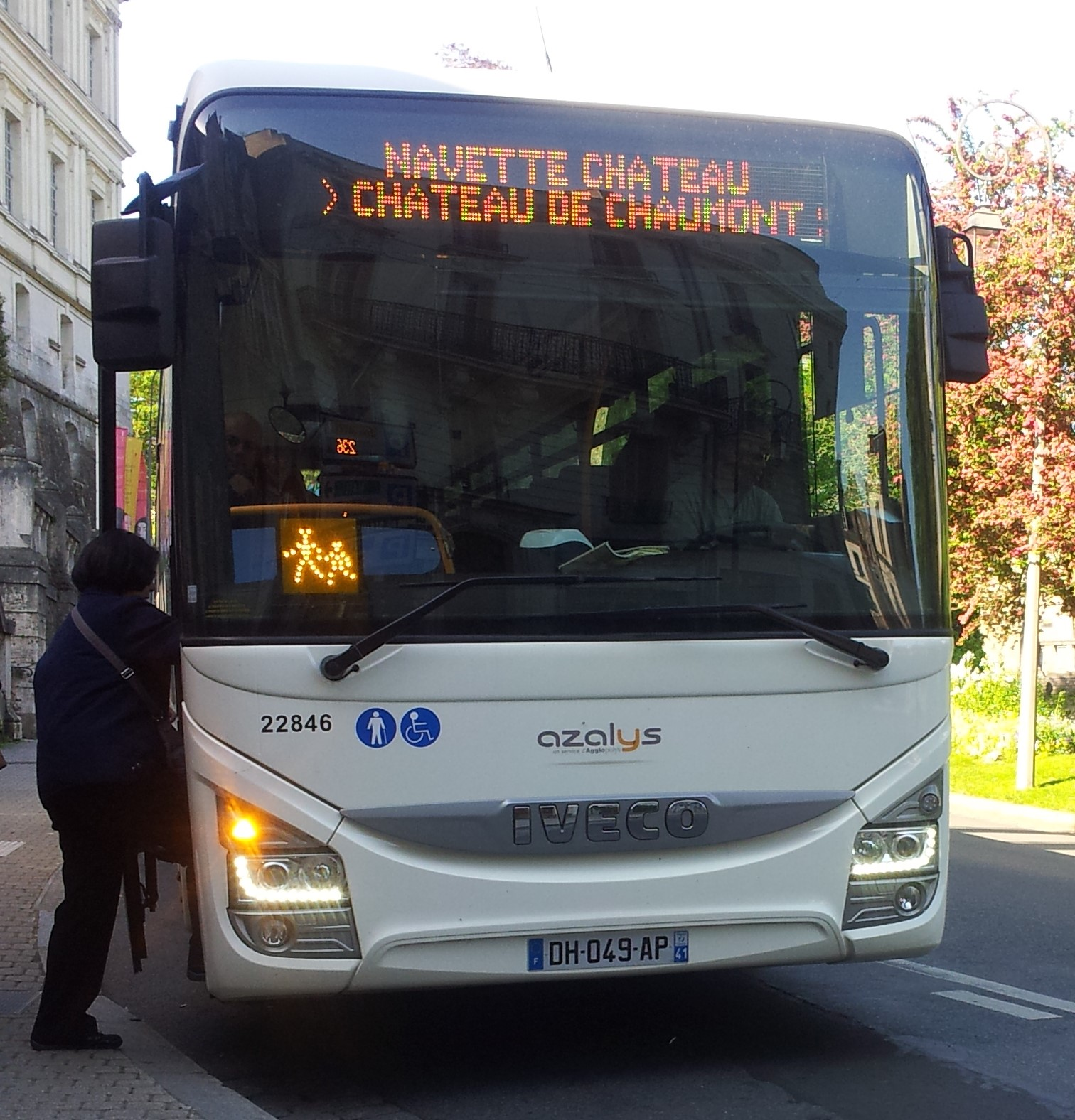
Iveco Bus Crossway Pop n°22846 de Trandev Loir-et-Cher sur la Navette Château

La Navette Domaine de Chaumont-sur-Loire est un service de navette entre la gare d'Onzain - Chaumont-sur-Loire et le Domaine de Chaumont-sur-Loire, la tarification Azalys s'applique pour cette navette donc tous les abonnés peuvent emprunter la navette sans surcoût. Ce service est assuré par les Cars Simplon.

### Location de vélo
Le réseau Azalys propose un service de location de vélos à assistance électrique aux habitants d'Agglopolys.
Il s'agit d'un système de location longue durée proposé pour favoriser la pratique du vélo dans l'agglomération de Blois. Les abonnements sont souscrits pour une durée de 1 mois ou de 12 mois renouvelables.

### Parc à vélo
Le réseau Azalys à implanté un parc à vélo place de la République à Blois en septembre 2024 en partenariat avec La Ruche à Vélos . Cela permet aux usager de vélos de pouvoir stationner leurs vélos dans un espace abrité, fermé, et vidéo-sécurisé, pour le prix de 1€ les 24h, 8€ par mois, 15€ par trimestre, et 40 € par an. 

### Autopartage
Le réseau Azalys expérimente depuis le 29 septembre 2022 un service d'autopartage, pour l'instant il y a deux stations en périphérie de Blois dans les communes de Veuzain-sur-Loire (Rue de l'Écrevissière prolongée) et Cour-Cheverny (Abord de la RD 765 vers Romorantin), ces stations peuvent accueillir deux véhicules, la réservation s'effectue sur une plateforme dédié ou sur l'application Azalys Autopartage (encore indisponible a l'heure actuel) et ne peut excéder 20h entre 4h30 et 00h30, les habitants d'Agglopolys bénéficie de tarifs préférentiels et d'autant plus pour ceux ayant moins de 25 ans,.
| Constructeur | Modèle | Nombre | Période de mise en service | Observation |
| ------------ | ------ | ------ | -------------------------- | ----------- |
| Renault      | Zoé    | 4      | septembre 2022             | —           |